# Нанотермит
Нанотермит или „супертермит“  е метастабилна интермолекулярна смес (МИС), характеризираща се с големина на частица на своите основни съставки, метал и метален оксид, под 1 микрометър. Това позволява високи и изработвани според желанието нива на реакция. Нанотермитите се състоят от окислител и редуциращ агент, които са близко миксирани в нанометричен мащаб. МИС, включващи Нанотермични материали, са тип реактивни материали, които са проучвани с военни цели и за военно приложение, както и за общо приложение, включващо експлозиви, метателни експлозиви и пиротехника.
Това, което различава МИС от традиционните термитни смеси е, че неговия окислител и редуциращ агент, обикновено оксид на желязото и алуминий, са във формата на изключително фини прахове (наночастици). Това значително увеличава реактивността, която е свързана с микрометричната големина на праховия термит. Тъй като механизмите на масовия трансфер и придвижване, които се намаляват при нива на горене при традиционните термити не са толкова съществени при тези мащаби, реакциите стават кинетично контролирани и преминават много по-бързо.